# The Lorenz Bahlsen Snack-World

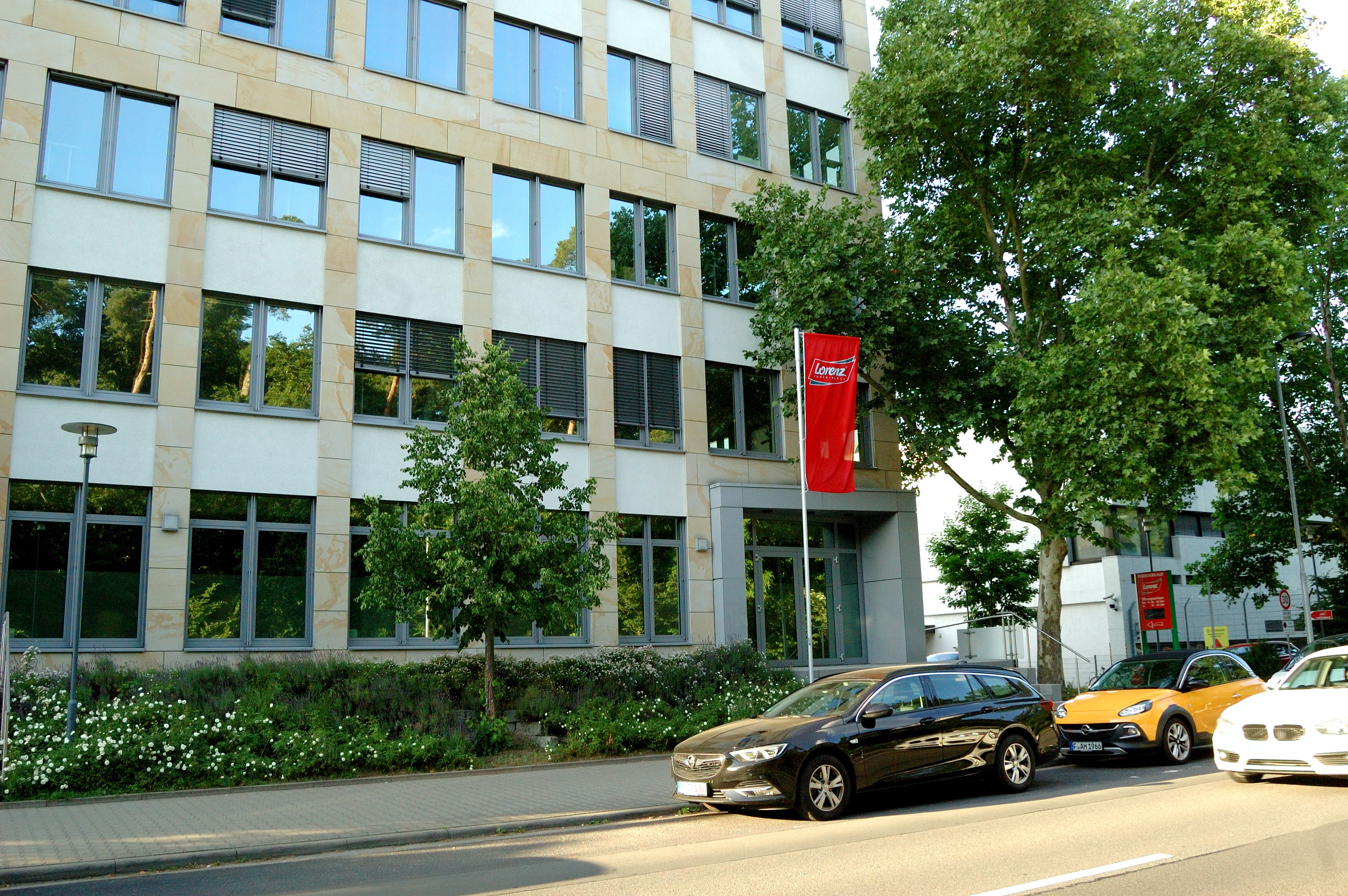
Firmensitz in Neu-Isenburg

The Lorenz Bahlsen Snack-World ist ein 1999 gegründetes Unternehmen, das Knabbergebäck wie Kartoffelchips (Crunchips, Naturals), Stapelchips (Chipsletten), Salzstangen (Saltletts) und Erdnussprodukte (zum Beispiel ErdnußLocken) herstellt. Es ist nach seinem Gründer und langjährigen Eigentümer Lorenz Bahlsen (* 12. Dezember 1947; † 27. Oktober 2023) benannt.

## Unternehmensgeschichte
Das Unternehmen stammt von den Bahlsen-Werken ab, die 1889 von Hermann Bahlsen gegründet worden waren.
1935 führte der Sohn Klaus Bahlsen die Salzletten als erste deutsche Salzstangenmarke ein.
Der zweite Ursprung des Konzerns liegt in Neu-Isenburg bei der Flessner KG, gegründet durch Heinz Flessner 1951.
Zunächst zur Versorgung der in der Bundesrepublik stationierten amerikanischen Truppen, wurde die erste maschinelle Fertigungsanlage für Kartoffelchips in Europa betrieben. Ab 1959 trat die Flessner KG unter dem Markennamen IBU auch im deutschen Handel auf.
Heinz Flessner verkaufte 50 % des Unternehmens an Frito-Lay. 
1964 erwarb der Bahlsen-Konzern 52 % der Anteile an der Flessner KG, um parallel zu den Süßwaren die Sparte für herzhaftes Knabbergebäck zu stärken.
Durch diese Übernahme gehörten erstmals Kartoffelchips zum Bahlsen-Sortiment. Heinz Flessner leitete die Chipssparte bis 1982.
Weitere 24 % konnten in der Zwischenzeit von Frito-Lay erworben werden.
Schließlich verkaufte Heinz Flessner seine restlichen Anteile 1985 an Bahlsen.
1968 wurde in Neunburg vorm Wald ein für diese Zeit hochmodernes Chipswerk in Betrieb genommen, 1972 entstand ein weiteres in Hankensbüttel. Von Anfang an arbeitete das Unternehmen an seinen Produktionsstätten in Niedersachsen und in der Oberpfalz in Bayern im kontrollierten Vertragsanbau mit den lokalen Landwirten und deren Erzeugergemeinschaften zusammen.
1974/1975 übernahmen die beiden Söhne von Werner Bahlsen, Werner M. Bahlsen und Lorenz Bahlsen, das Unternehmen.

## Realteilung im Jahr 1999
1999 teilte sich das Unternehmen in die Bahlsen KG in Hannover und die Lorenz Bahlsen Snack-Gruppe in Neu-Isenburg; bei letzterer wurde Lorenz Bahlsen der Gesellschafter. 2001 wurde die Marke Bahlsen Picanterie in Lorenz Snack-World umbenannt.
2006 änderte das Unternehmen sein Logo: Es blieb zwar weiterhin handschriftlich gestaltet, wies aber nun nicht mehr die traditionelle Bahlsen-Schrift auf. Außerdem wurde auf den kleinen Globus mit den LSW-Initialen verzichtet. Die Hintergrundfarbe wechselte von grün-rot auf rot-grün (Bahlsen ehemals blau).
2009 hatte das Unternehmen nach eigenen Angaben rund 3.000 Mitarbeiter und einen Umsatz von rund 450 Millionen Euro. In Europa gibt es sieben Produktionsstandorte. Zu den wichtigsten Marken zählen Crunchips, NicNac’s, Saltletts (bis 2003 Salzletten), ErdnußLocken, Naturals, Rohscheiben, Chipsletten, Pomsticks, World Selection (Nüsse) und Party Clubs.
2019 wurden bei einer Online-Umfrage der Verbraucherzentrale Hamburg die Chipsletten zur „Mogelpackung des Jahres“ 2018 gewählt. Grund war die Reduzierung des Inhaltes von 170 auf 100 Gramm bei gleichem Preis und vergleichbar großer Verpackung. Durch eine zusätzliche Servierschale aus Kunststoff und Frischefolie sei der Abfallanteil erhöht worden. Die Verbraucher bekämen „weniger Chips, aber bezogen auf den Inhalt mehr Müll für ihr Geld“.
2019 vollzog das Unternehmen einen Generationenwechsel. Moritz Bahlsen, Urenkel von Hermann Bahlsen, führt seither in vierter Generation das Familienunternehmen. 2021 veränderte das Unternehmen sein Logo erneut und tritt fortan unter der Marke Lorenz – ohne das bindende Snack World – auf.
Im Dezember 2024 übernahm das Unternehmen den norwegischen Lebensmittelhersteller GC Rieber Compact AS, der sich auf humanitäre Ernährungslösungen spezialisiert hat, und erweiterte damit sein Portfolio über das Kerngeschäft der herzhaften Snacks hinaus.